# Alfred Bosch i Pascual
Alfred Bosch i Pascual (Barcelona, 17 april 1962) is een Catalaans schrijver, politicus en geschiedkundige.
Hij studeerde geschiedenis en journalistiek aan de Autonome Universiteit van Barcelona. Hij schreef een proefschrift over Nelson Mandela en ontwikkelde zich gaandeweg tot een Afrika-specialist. Sedert 1995 is hij hoogleraar hedendaagse Afrikaanse geschiedenis aan de Universiteit Pompeu Fabra.  Hij schrijft regelmatig bijdragen voor El Punt Avui, El Periódico, El Temps en Diari de Barcelona.
Hij was politiek actief in de republikeinse partij  Esquerra Republicana de Catalunya (ERC) die hij in 2011 verliet. Hij ging over naar de Barcelona Decideix, die het referendum van 10 april 2011 over de onafhankelijkheid heeft georganiseerd. In juni  2011 is hij een van de mede-oprichters van de Assemblea Nacional Catalana die ijvert voor de onafhankelijkheid van Catalonië. In september van hetzelfde jaar kandideerde hij zich opnieuw als lijsttrekker van de ERC en werd hij als afgevaardigde in het Congres van Afgevaardigden verkozen.

## Werken

### Non-fictie
- Nelson Mandela, l'últim home-déu, 1995. (Premi Carles Rahola d'assaig)
- La Via Africana; velles identitats, nous estats (Premi Joan Fuster 1996)
- El Imperio que nunca existió (2001, met Gustau Nerín)
- Europa sense embuts. Carta a un amic africà (2003)
- Catalans (2006)
- I ara, què? (2011)

### Verhalend proza
- Fulls Impermeables, 1984 (korte verhalen)
- Cronicàlia, 1986 (korte verhalen)
- Herois d'Azània (Premi Documenta 1995) (korte verhalen)
- L'atles furtiu (Premi Sant Jordi de novel·la 1997)
- Àlia la sublim (2000)
- L'avi (Premi Novel·la Històrica Nèstor Luján 2000), een imaginaire monoloog van Francesc Macià
- 1714 (trilogie) (2002)
  - Set de Rei
  - Sota la pell del diable
  - Toc de vespres: Les set aromes del món (2004, Premi Ramon Llull)
- Heretaràs la Rambla, 2005
- Inquisitio (2006, Premi Prudenci Bertrana)

- Biblioteca Nacional de España: XX1080574
- Bibliothèque nationale de France: cb12068824t (data)
- Catàleg d'autoritats de noms i títols de Catalunya: 981058519858006706
- Gemeinsame Normdatei: 138784140
- International Standard Name Identifier: 0000 0003 8595 5422
- Library of Congress Control Number: n86051398
- Nationale Bibliotheek van Israël: 987007326069205171
- Nederlandse Thesaurus van Auteursnamen: 120923742
- Système universitaire de documentation: 028961013
- Virtual International Authority File: 227418691
- WorldCat: E39PBJjHjXyM7YtfJxQcqmVHmd